# Вискова лінія
Вискова лінія (рос. отвесная линия, англ. sight line, the vertical(line); нім. LotLinie f) — напрям сили тяжіння в даній точці земної поверхні. Вискова лінія не зберігає абсолютно незмінного положення (напряму) по відношенню до нерухомих предметів (внаслідок збурення від Сонця та Місяця здійснює добові коливання приблизно 0,02").